# Bruno Varela
Bruno Miguel Semedo Varela (Lisboa, 4 de novembro de 1994) é um futebolista profissional português que atua como guarda-redes, que atualmente joga no Vitória de Guimarães.

## Carreira
Bruno Varela fez parte do elenco da Seleção Portuguesa de Futebol nos Jogos Olímpicos de Verão de 2016.
Na edição de 2018/2019 da Liga dos Campeões este conseguiu o feito de chegar às semifinais sem ter entrado em campo pelo Ajax.

## Títulos
Benfica
- Supertaça Cândido de Oliveira: 2017

Ajax
- Copa dos Países Baixos: 2018–19
- Campeonato Holandês: 2018–19
- Supercopa dos Países Baixos: 2019